# ماريا سوتو
ماريا سوتو (بالإسبانية: María Soto)‏ هي لاعبة كرة لينة فنزويلية، ولدت في 14 يونيو 1978.

## وصلات خارجية
- ماريا سوتو على موقع اللجنة الأولمبية الدولية (الإنجليزية)
- ماريا سوتو على موقع أوليمبيديا (الإنجليزية)